# Boian Videnoff
Boian Videnoff (Sofía, 1987) es un director de orquesta búlgaro.
Hijo del cantante Liubomir Videnoff y de la violinista Dora Bratchkova, pasó su infancia y juventud entre Italia y Alemania, donde asistió a una escuela secundaria franco-alemana. Recibió lecciones de violín de su madre y luego estudió piano con Rudolf Meister y Ok-Hi Lee en la Hochschule für Musik und Darstellende Kunst Mannheim. Comenzó a estudiar dirección orquestal con Jorma Panula y continuó su formación en la Accademia Musicale Chigiana de Siena con Gianluigi Gelmetti, a quien también asistió en el Teatro de la Ópera de Roma. En 2006 se convirtió en director invitado permanente de la Orquesta Filarmónica de Varna. 
En 2009 fundó la Orquesta Sinfónica Filarmónica de Mannheim, de la que es director artístico y con quien realiza regurlarmente giras de conciertos por Europa. 